# Dreistellungskampf
Der Dreistellungskampf ist eine Disziplin im Sportschießen, die ursprünglich nur mit einem Kleinkaliber- (KK) oder Großkalibergewehr durchgeführt wurde. Um auch Jugendliche an diese Wettkampfdisziplin heranzuführen, gibt es mittlerweile auch eine Variante für das Luftgewehr. Der Dreistellungskampf ist eine olympische Wettkampfdisziplin auf 50 m.

## Die Wettkampfdisziplin

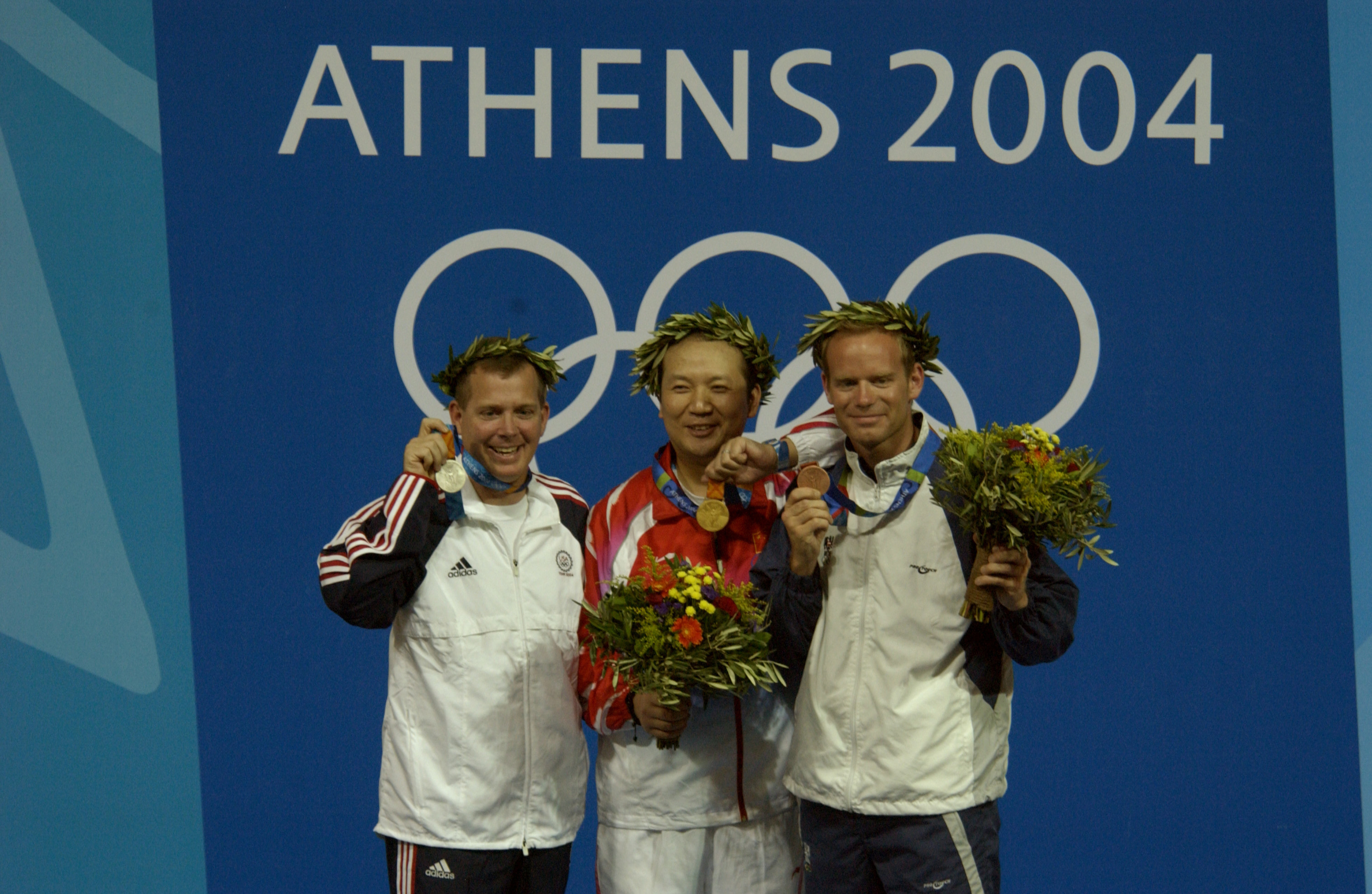
Siegerehrung der Dreistellungskämpfer bei den Olympischen Spielen 2004 in Athen

Für die Durchführung eines Wettkampfes nach internationalen Richtlinien hat der Deutsche Schützenbund (DSB) in seiner Sportordnung Regeln erlassen (1.0.3.6.2 ff.).
Ein Wettkampf wird in den Anschlagsarten Kniend – Liegend – Stehend durchgeführt. In allen drei Anschlagsarten muss dasselbe Gewehr genutzt werden (Ausnahme bei Wettbewerben mit dem „Freigewehr“ und dem „Sportgewehr“). Es werden dreimal 40 Schuss abgegeben, davon 40 Schuss liegend in 60 Minuten, 40 Schuss stehend in 90 Minuten und 40 Schuss kniend in 75 Minuten inklusive der Probeschüsse. Es darf erst mit der nachfolgenden Anschlagsart begonnen werden, wenn alle Teilnehmer die gegenwärtige Anschlagsart beendet haben. 

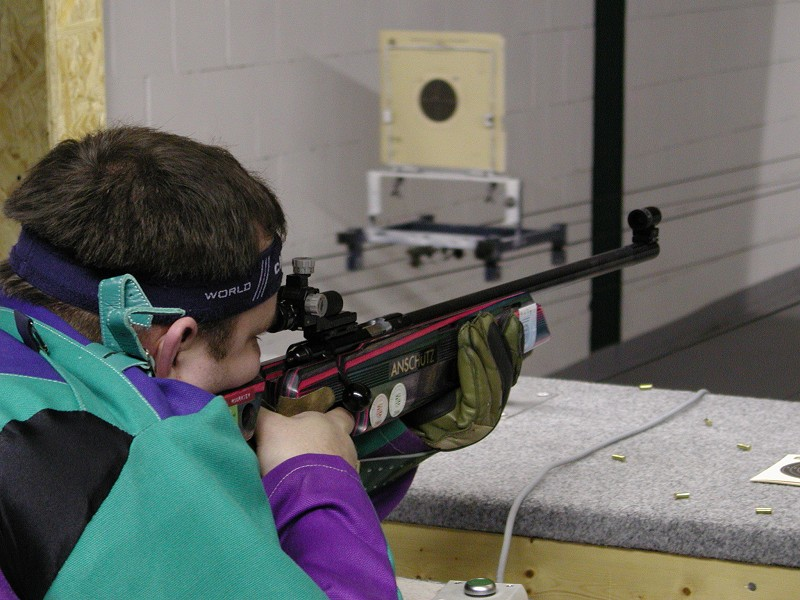
Kleinkaliber-liegend

Bei einer elektronischen Anzeige der Schießergebnisse verkürzt sich die Wettkampfdauer auf 40 Schuss liegend in 45 Minuten, 40 Schuss stehend in 75 Minuten und 40 Schuss kniend in 60 Minuten inklusive Probeschüsse.
In der Damenklasse werden bei den Olympischen Spielen dreimal 20 Schuss in der gleichen Reihenfolge abgegeben.
Das Finalschießen in der Herren- und Frauenklasse der olympischen Wettbewerbe, an dem die besten acht Schützen des Wettkampfes teilnehmen dürfen, findet im Stehend-Anschlag statt. Dabei werden jeweils 10 Schuss abgegeben; der Schütze hat für jeden Schuss im Finale 75 Sekunden zur Verfügung. Das jeweilige Ergebnis wird seit 1988 auf 1/10 Ring genau ausgewertet.
Für Jugendliche, die diese Disziplin bis zum 15. Lebensjahr mit dem Luftgewehr schießen dürfen, verkürzt sich die Schusszahl hierbei auf dreimal 20 Schuss. Ab dem 16. Lebensjahr werden bei Vereinen im Deutschen Schützenbund nur noch Klein- bzw. Großkaliberwettkämpfe ausgeschrieben.
Im Kniendwettkampf darf unter den Spann des Fußes, auf dem der Schütze sitzt, eine Rolle, die sogenannte „Kniendrolle“, gelegt werden. Beim Liegend- und beim Kniendkampf darf zum Halten des Gewehres ein sogenannter Gewehrriemen genutzt werden, in den das Gewehr eingelegt wird.

## Olympiasieger 3 × 40 / Sportgewehr / KK-Gewehr
- 2020:[1] Nina Christen (Schweiz), 463,9 Punkte (olympischer Rekord)
- 2016: Barbara Engleder (Deutschland), 458,6 Punkte (olympischer Rekord)
- 2012: Niccolo Campriani (Italien), 1278,5 Ringe
Jamie Lynn Gray (USA), 691,9 Ringe (99,9 Ringe im Finale - olympischer Finalrekord)
- 2004: Jia Zhanbo (China), 1264,5 Ringe
 Ljubow Galkina (Russland), 688,4 Ringe
- 2000: Rajmond Debevec (Slowakei), 1275,1 Ringe
Renata Mauer-Rozanska (Polen), 684,6 Ringe
- 1996: Jean-Pierre Amat (Frankreich), 1273,9 Ringe
Alexandra Ivosev (Jugoslawien), 686,1 Ringe
- 1992: Gratschia Petikjan (Vereintes Team), 1267,4 Ringe
- 1988: Malcolm Cooper (Großbritannien), 1279,3 Ringe
Silvia Sperber (Bundesrepublik Deutschland), 685,6 Ringe
- 1984: Malcolm Cooper (Großbritannien), 1173 Ringe
Wu Xiaoxuan (China), 581 Ringe
- 1980: Wiktor Wlassow (Sowjetunion), 1173 Ringe
- 1976: Lanny Bassham (USA), 1162 Ringe
- 1972: John Writer (USA), 1166 Ringe
- 1968: Bernd Klingner (Bundesrepublik Deutschland), 1157 Ringe (KK)
Gary Anderson (USA), 1157 Ringe (Freies Gewehr)
- 1960: Wiktor Schamburkin (Sowjetunion), 1149 Ringe (KK)
Hubert Hammerer (Österreich), 1129 Ringe (Freies Gewehr)

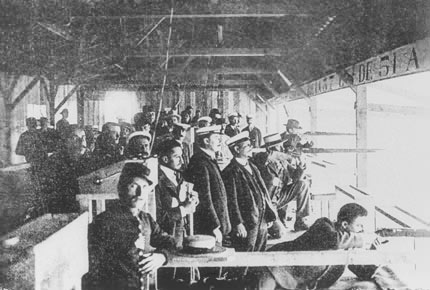
Liegendschießen mit dem Armeegewehr Olympische Spiele 1900 in Paris

- 1956: Anatoli Bogdanow (Sowjetunion), 1172 Ringe (KK)
Wassili Borissow (Sowjetunion), 1138 Ringe (Freies Gewehr)
- 1952: Erling Kongshaug (Norwegen), 1164 Ringe (KK)
Anatoli Bogdanow (Sowjetunion), 1123 Ringe (Freies Gewehr)
- 1948: Emil Grünig (Schweiz), 1120 Ringe (Freies Gewehr)

1912, 1920, 1924, 1932, 1936 keine Wettkämpfe in dieser Disziplin
- 1908: Albert Helgerud (Norwegen), 909 Ringe
Mannschaft: Norwegen 5055 Punkte

Jeder Teilnehmer musste aus einer Entfernung von 300 Metern je 40 Schüsse in stehender, kniender und liegender Position abgeben. Die Waffe konnte frei gewählt werden und die Resultate zählten nicht für den Einzelwettbewerb.
- 1900: Emil Kellenberger (Schweiz), 930 Ringe (Armeegewehr), zusätzlich gab es Sieger in den einzelnen Anschlagsarten.